# Georgi Čomakov
Georgi Čomakov (* 6. dubna 1959 Plovdiv, Bulharsko) je bývalý bulharský sportovní šermíř, který se specializoval na šerm šavlí. Dcera Margarita Čomakovová startovala na olympijských hrách 2012 v šermu šavlí. Bulharsko reprezentoval v osmdesátých letech. Na olympijských hrách startoval v roce 1980 a 1988 v soutěži jednotlivců a družstev. V roce 1984 přišel o olympijské hry kvůli bojkotu. V roce 1983 obsadil třetí místo na mistrovství Evropy v soutěži jednotlivců. S bulharským družstvem šavlistů vybojoval v roce 1985 a 1987 druhé místo na mistrovství světa.